# Krummbek
Krummbek er en by og kommune i det nordlige Tyskland, beliggende i Amt Probstei i den nordlige del af Kreis Plön. Kreis Plön ligger i den østlige/centrale del af delstaten Slesvig-Holsten.

## Geografi
Krummbek er beliggende omkring 3 km øst for Schönberg og omkring 25 km nordøst for Kiel. Ca. 4 km mod nord ligger Schönberger Strand ved Østersøen.